# Chama a Bebel
Chama a Bebel é um filme de drama brasileiro de 2024, dirigido e roteirizado por Paulo Nascimento com produção da Accorde Filmes, o filme foi lançado em 11 de janeiro de 2024 nos cinemas. Estrelado por Giulia Benite, Pedro Motta e Gustavo Coelho. O diretor Paulo Nascimento quem assina o roteiro do filme, adaptou o próprio roteiro em um livro homônimo.

## Sinopse
Bebel, uma jovem cadeirante que deixa o interior para viver na cidade grande. Enfrentando desafios em um ambiente desconhecido, ela confronta estudantes populares na escola e até mesmo um poderoso empresário da cidade envolvido em testes laboratoriais em animais, tudo em defesa de suas causas. Sua missão é promover mudanças em hábitos e comportamentos, tendo a sustentabilidade como princípio norteador.

## Elenco
- Giulia Benite
- Pedro Motta
- José Rubens Chachá
- Flávia Garrafa
- Larissa Maciel